# Gaibor
Gaibor (llamada oficialmente San Xiao de Gaibor) es una parroquia española del municipio de Begonte, en la provincia de Lugo, Galicia.

## Organización territorial
La parroquia está formada por diecisiete entidades de población, constando ocho de ellas en el nomenclátor del Instituto Nacional de Estadística español:
- A Vila
- Barrazoso Vello
- Borreiros
- Calle do Sol
- Cancela
- Carabulla
- Carpaceira
- Carretera (A Estrada)
- Castiñeiro
- Fondevila
- Fonfría
- Leboradas
- O Portigueiro
- Pico
- Porta do Cao
- Vigo

## Despoblado
Despoblado que forma parte de la parroquia:
- O Pazo

## Demografía
| Gráfica de evolución demográfica de Gaibor entre 2000 y 2019 |
|                                                              |
| Datos según el nomenclátor publicado por el INE.             |